# 홍시는 날 좋아해!
《홍시는 날 좋아해!》는 매주 토요일 강하다/웃는해 작가가 네이버 웹툰 코너에 연재하고 있는 순정, 로맨스 웹툰이다.

## 등장인물
- 홍시호 (나이[1]:20세/키:183cm/생일:3월 1일)

남주인공. 20살이지만 고3이다. 아빠가 연예인이고, 일본에서 살았었다. 과외 선생님인 연가을을 좋아한다.1년 전 일본의 고등학교에서 트라우마가 생겼다.
- 권혜성 (나이:20세 /키:188cm /생일:11월 27일)

홍시호의 친구. 연가을과 같은 대학에 다니고 있다.권만순이라는 개를 키운다.
- 범태호 (나이:20세 /키:173cm /생일:8월 15일)

권혜성과 같은 배구부원이다. 눈이 나빠 렌즈를 낀다. 정순정의 짝사랑 상대이다.
- 국견우 (나이:19세 /키:178cm /생일:3월 20일)예단아의 남자친구다.전교 1등이다.
- 연가을 (나이:20세 /키:164cm /생일:12월 31일)

여주인공. 친구 권혜성의 소개로 홍시호의 과외 선생님으로 일한다.
- 예단아 (나이:19세 /키:168cm /생일:2월 5일)

연가을의 대학교 친구이다. 국견우의 여자친구다.
- 정순정 (나이:20세 /키:181cm /생일:4월 8일)

여자 배구부원이다. 범태호를 짝사랑한다. 동생이 있다. 단독주택에 산다.